# 后登门卡墓地
后登门卡墓地，位于中国青海省贵德县河西乡瓦家村，为青海省市县级文物保护单位，公布日期为1986年10月31日，类型为古墓葬。
后登门卡墓地的历史年代为青铜时代。